# 金旻鍾
金旻鍾（韓語：김민종，1971年3月23日—），韓國男演員、歌手。
2023年7月13日，SM娛樂宣佈與金旻鍾的專屬合約已於6月份到期，雙方經協商後決議不續約。

## 演出作品

### 電視劇
- 1987年：KBS《土地》飾 崔桓國
- 1991年：SBS《留下您的聲音》飾 李泰石
- 1993年：SBS《熱情時代》飾 韓昌碩
- 1994年：KBS《Feeling!》飾 韓賢
- 1994年：MBC《兒子的情人》飾 姜俊旭
- 1995年：MBC《公寓》飾 李宇镇
- 1996年：KBS《遙遠的國度》飾 金滿順
- 1997年：KBS《婚紗（朝鲜语：웨딩드레스 (드라마)）》飾 張峰濤
- 1998年：SBS《可愛先生》飾 李江圖
- 1999年：SBS《迷離世紀》飾 車達直
- 1999年：KBS《你愛我嗎》飾 朴尚鎮
- 2000年：MBC《秘密》飾 趙英敏
- 2001年：SBS《守護天使》飾 夏泰勇
- 2003年：KBS《珍珠項鍊》飾 金基南
- 2004年：SBS《小島老師》飾 秋皓泰
- 2005年：MBC《我們應對離別的方式》飾 李錫俊
- 2006年：tvN《色慾都會》飾 金哲秀
- 2008年：MBC《絕世女警朴真金》飾 韓慶秀
- 2009年：MBC《一枝梅歸來》飾 具滋明
- 2010年：MBC《被稱為神的男子》飾 黃宇賢
- 2010年：SBS《雅典娜：戰爭女神》飾 金奇洙
- 2012年：SBS《紳士的品格》飾 崔允
- 2013年：KBS《一絲的純情》（客串）
- 2013年：SBS《聽見你的聲音》飾 崔允（客串）
- 2013年：tvN《請回答1994》（客串）
- 2014年：SBS《秘密之門》飾 羅哲柱
- 2015年：SBS《Mrs. Cop》飾 朴宗浩
- 2016年：SBS《Mrs. Cop 2》飾 朴宗浩
- 2017年：MBC《Two Cops》飾 趙恆俊（特別演出）
- 2018年：KBS《我們遇見的奇蹟》飾 金萬中（特別演出）
- 2019年：SBS《VAGABOND》飾 尹韓基

### 電影
- 1988年：《Don Quixote On Asphalt》
- 1988年：《我愛堂吉訶德》飾 東碩
- 1989年：《幸福不是成績吧》飾 孫昌修
- 1990年：《Young-Shimyi》飾 文煥
- 1990年：《此乃秘密》飾 孫哲
- 1990年：《To You Once Again》飾 三秀
- 1991年：《秋季旅行》飾 鍾秀
- 1991年：《因為是女人》
- 1991年：《Resistance of Teenagers》飾 鍾敏
- 1991年：《10多歲的反抗》
- 1992年：《心靈的守望者》
- 1993年：《橙子國家》
- 1994年：《Coffee, Copy, Copi》
- 1995年：《炎熱的午後》飾 達修
- 1995年：《洪吉童之重出江湖》飾 洪吉童（配音）
- 1996年：《歸天圖》飾 右雲劍
- 1997年：《校園變身》
- 1997年：《漢城假期》
- 1997年：《3人組》
- 1997年：《最後防衛》飾 柳型哲
- 1997年：《傳說與徬徨》飾 尚民
- 1998年：《星期六下午2點》飾 尹泰
- 2001年：《巨毒》飾 表俊浩
- 2002年：《夢中人》
- 2002年：《黑幫愛美麗》飾 車承泰
- 2003年：《蝴蝶情人》飾 民才
- 2004年：《浪漫劍客》飾 Yo Yi
- 2005年：《棕櫚樹叢》飾 金仁錫
- 2011年：《雅典娜：無間諜局》飾 金奇洙
- 2017年：《與神同行》客串
- 2018年：《與神同行：最终审判》
- 2019年：《你的名字叫薔薇》廣播DJ（聲音）（友情出演）

### 舞台劇
- 2013年：《三劍客》飾 Aramis
- 2013年：《Bonnie and Clyde》飾 Buck
- 2016年 :  《Gone Tomorrow》飾 朝鮮高宗

### MV
- 2004年：申昇勳《那樣的日子會來吧》（與崔慈慧）

## 綜藝節目
- 2010年：SBS《Running Man》（與崔始源）
- 2012年：Story on《My  Queen》（與《金秀路》共同主持）
- 2013年2月16日：KBS2《不朽的名曲：傳說在歌唱》EP88（金旻鐘特輯）
- 2014年1月3日-：MBC《四男一女》(主持之一)
- 2014年：SBS《Running Man》Ep192-194（與金正蘭、柳承秀、吳萬石、林周煥、李相花、金桐俊(ZE:A)）
- 2014年4月30日：SBS《黃金漁場 Radio Star》E373
- 2015年：JTBC《我獨自戀愛中》(主持之一)
- 2016年6月12日-19日：SBS《Fantastic Duo》EP09~10（我手中的歌手）
- 2017年7月8日：KBS《不朽的名曲：傳說在歌唱》（與你一起，永遠的青春明星 The Blue 特輯）
- 2017年11月7日－11月21日：JTBC《團結才能火》 EP47-49（與李連福、金承洙、金聖圭(INFINITE)）
- 2022年5月21日：KBS《做家務的男人2》 EP252（與尹多勳、吳智昊、李延鎮）

## 獲獎
- 1996年：第17屆青龍電影獎－人氣明星獎
- 1998年：SBS演技大賞－最優秀演技獎
- 1999年：KBS年度歌手獎
- 2000年：SBS演技大賞－Big Star獎
- 2001年：SBS演技大賞－Drama Special部門 演技獎
- 2012年：SBS演技大賞－週末/連續劇部門 男子特別演技獎、最佳情侶獎（與尹真伊）（紳士的品格）

## 外部連結
- 官方网站 